# Swallah
Die Swallah oder Swalish waren ein Indianerstamm, der im heutigen US-Bundesstaat Washington lebte. Der Stammesname leitet sich vermutlich von der Bezeichnung für den 734 m hohen Mount Constitution auf Orcas Island ab, der von den Salish-Stämmen als Swelax bezeichnet wurde. Somit wären sie das „Volk vom Mount Constitution“, bzw. „Volk vom Swelax“.
Zusammen mit den Lummi (Xwlemi oder Lhaq'temish) sprachen sie den Xwlemiʼchosen/xʷləmiʔčósən bzw. Lummi-Dialekt des Northern Straits Salish, einer Sprache mehrerer kulturell zu den Küsten-Salish der Nordwestküstenkultur des Pazifiks zählender Indianerstämme, die beiderseits der Strait of Georgia, im Süden von Vancouver Island, auf den Inseln, an der Westküste Kanadas und im westlichen US-Bundesstaat Washington leben.
Heute findet man Swallah/Swalish-Nachkommen unter der auf Bundesebene als Stamm anerkannten Lummi Nation in Washington, die sich jedoch im Bewusstsein, dass sie Nachkommen mehrerer Stämme repräsentiert, heute meist als Lummi Tribe of Nations bezeichnet.
Der Ethnologe John R. Swanton glaubte, sie haben auf den San Juan Islands gelebt, zwischen Washington und Vancouver Island. Demnach lebten sie in der Siedlung Hutatchl im Südosten von Orcas Island, in der Siedlung Klala'Kamish an der Ostseite von San Juan Island und in den Siedlungen Lemaltcha und Stashium auf Waldron Island. Ansonsten ist über sie praktisch nichts bekannt. Hutatchl, Lemaltcha und Statshum werden auch als Siedlungsnamen der Lummi genannt, was entweder auf die enge Verwandtschaft zurückzuführen ist oder auf Verwechslung.